# 崔雪琴
崔雪琴，中华人民共和国政治人物、全国脱贫攻坚先进个人。

## 生平
崔雪琴任赞皇县雪芹棉产品开发有限公司董事长。因在脱贫攻坚战中作出突出贡献，2021年2月25日全国脱贫攻坚总结表彰大会上，崔雪琴被授予“全国脱贫攻坚先进个人”。